# Willem Hendrik de Bruyn
Willem Hendrik de Bruyn, heer van Melis- en Mariekerke en Der Boede (Middelburg, 7 april 1853 - Velp, 15 maart 1936) was een Nederlands burgemeester.

## Biografie
De Bruyn was een telg uit het geslacht De Bruyn en een zoon van mr. Johan Willem de Bruyn, heer van Melis- en Mariekerke (1815-1862), raadsheer bij het provinciaal gerechtshof van Zeeland, en Maria Jacoba Henriette Lantsheer, vrouwe van Der Boede (1823-1870). Hij volgde zijn vader op in de heerlijkheden Melis- en Mariekerke en zijn moeder in die van Der Boede. Hij trouwde in 1878 met jkvr. Susanna Maria Cornelin Six (1856-1936), telg uit het geslacht Six en dochter van jhr. mr. Willem Six (1829-1908). Zij kregen samen zes kinderen onder wie Marie Jacob Hendrik de Bruyn van Melis- en Mariekerke (1891-1964).
In 1884 werd hij burgemeester van Zoutelande wat hij tot 1892 zou blijven. In dat laatste jaar volgde hij de echtgenoot van zijn volle nicht op als burgemeester van Koudekerke; dit ambt zou hij tot 1901 bekleden. Hij overleed in 1936 op bijna 83-jarige leeftijd; zijn echtgenote overleed op de dag af acht maanden later.